# Sturmgewehr 58
Das Sturmgewehr 58 (abgekürzt StG 58) war der Vorgänger des heute beim österreichischen Bundesheer verwendeten StG 77. Heute wird es in Österreich nur mehr von der Garde und an der Theresianischen Militärakademie als Exerzierwaffe zu Repräsentationszwecken eingesetzt.
Der Originalname des Ursprungsmodells ist FN FAL (Fabrique Nationale – Fusil Automatique Leger). Es wurde von der belgischen Fabrique Nationale entwickelt und war im 20. Jahrhundert das am weitesten verbreitete Sturmgewehr in der westlichen Welt; es wurde von mindestens 70 Ländern eingesetzt und wird teilweise heute noch verwendet. Der erste Prototyp wurde 1946 vom Waffenkonstrukteur Dieudonné Saive entwickelt, der zur gleichen Zeit am SAFN 49 arbeitete. Aus diesem Grund sind sich beide Modelle technisch sehr ähnlich.
Die Gewehre für das Bundesheer wurden großteils von Steyr-Daimler-Puch AG hergestellt. Das charakteristische am StG 58 ist der Holzschaft und das ausklappbare Zweibein. Später wurde zuerst der Metallteil am Holzschaft durch einen Kunststoffteil ersetzt, später der Holzschaft durch einen Kunststoffschaft, um das Gewicht der Waffe zu reduzieren. Der Mündungsfeuerdämpfer erlaubte überdies auch das Aufsetzen von Gewehrgranaten.
Ein Aufsatz an der Mündung, das K-Gerät, erlaubte auch die Verwendung von Knallpatronen aus Kunststoff zu Übungszwecken.
Auch ein Bajonett konnte auf das Rohr aufgesetzt werden. Dieses wurde an die Truppe aber kaum ausgegeben.